# Charles Philip Yorke

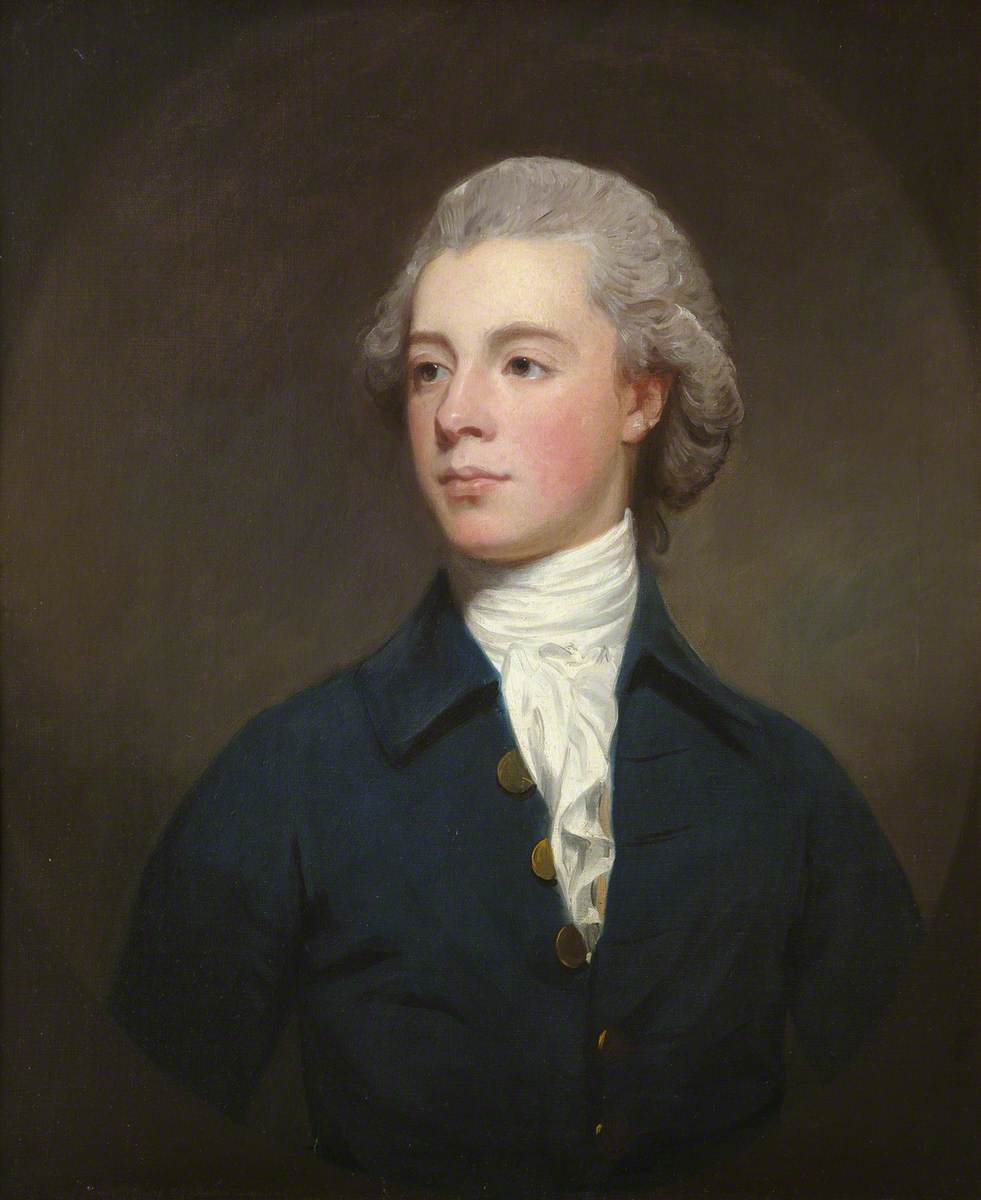
Charles Philip Yorke, Gemälde von George Romney, 1779/1780

Charles Philip Yorke (* 12. März 1764; † 13. März 1834 in London) war ein britischer Tory-Politiker.

## Leben

### Familie
Charles Philip Yorke war der zweite Sohn von Charles Yorke und Agneta Johnstone. Sein Vater war der zweite Sohn von Philip Yorke, 1. Earl of Hardwicke, und 1770 für drei Tage Lordkanzler. Charles Philip Yorke hatte einen älteren Halbbruder, Philip, sowie zwei jüngere Geschwister, Caroline und Joseph Sydney Yorke. Sein Vater beging Selbstmord, als Charles Philip Yorke gerade einmal fünf Jahre alt war.
Im Juli 1790 heiratete Yorke Harriott, die älteste Tochter von Charles Manningham of Thorpe, Surrey. Die Ehe blieb kinderlos, Yorke hatte jedoch einen unehelichen Sohn namens Charles Eurwicke Douglas.

### Karriere
Charles Philip Yorke wurde in Harrow ausgebildet und am 22. Januar 1781 im St John’s College der Universität Cambridge aufgenommen. 1783 schloss er sein Studium mit einem Master of Arts ab, vier Jahre später erhielt er vom Middle Temple seine Zulassung als Anwalt. Im Winter 1788 verbrachte er einige Monate in Italien. Er wurde 1793 als Offizier in die Cambridgeshire Militia aufgenommen. 1795 wurde er zum Major befördert, ein Offizierskollege war Captain George Manby. 1806 war er deren Oberst.
Ab 1790 war er Parlamentsabgeordneter für Cambridge im House of Commons, wo er regelmäßig Reden hielt, meistens in Opposition zu Pitt. 1801 wurde er in den Privy Council aufgenommen und wurde Secretary at War in der Regierung Addingtons, war für das Amt jedoch nur wenig begabt und wurde im August 1803 ins Innenministerium versetzt, sodass er bis zum Mai 1804, als Pitt erneut Premierminister wurde, britischer Innenminister war. Anfang 1810 wurde Yorke zu einem der Teller of the Receipt of the Exchequer ernannt. Im gleichen Jahr verlor er seinen Sitz im Unterhaus für Cambridgeshire und erhielt stattdessen den Wahlkreis St. Germains, der 1812 für den Kreis Liskeard ausgetauscht wurde. Im Jahr 1810 machte er sich zudem äußerst unbeliebt, als er veranlasste, dass Fremde, darunter auch Presseberichterstatter, gemäß der Standing Order aus dem Unterhaus ausgeschlossen wurden, was zur Inhaftierung von Sir Francis Burdett, 5. Baronet, im Tower und zu Unruhen in London führte. Im gleichen Jahr wurde er im Kabinett Spencer Percevals Erster Lord der Admiralität.
Yorke zog sich 1818 vom öffentlichen Leben zurück. Er war am 12. November 1801 zum Fellow of the Royal Society gewählt worden, auch war er Mitglied der Society of Antiquaries of London und Vizepräsident der Royal Society of Literature. Er starb am 13. März 1834 mit 70 Jahren in der Bruton Street in London. Er wurde im St Andrew Churchyard in Wimpole beigesetzt.

## Nachleben
1802 benannte Matthew Flinders Yorke Peninsula in South Australia nach Charles Philip Yorke.